# ʻEua
ʻEua gehört zur Inselgruppe Tongatapu im Königreich Tonga. Es liegt zirka 40 km südöstlich der Hauptinsel Tongatapu und ist eine der ältesten Inseln im Pazifik.

## Geographie
ʻEua ist 19 km lang, 7,5 km breit und hat eine Flächenausdehnung von 87,44 km². Auf der Insel leben 4864 Einwohner (Stand 2021) in 15 Dörfern.
Die Insel ist mit Flugzeug und Schiff von Nukuʻalofa aus zu erreichen. Die Fahrtzeit mit dem Schiff beträgt etwa drei Stunden.
Größte Stadt und Divisionshauptstadt ist ʻOhonua (1466 Einwohner einschl. Taʻanga). Dort befinden sich alle Einrichtungen der Insel, der Hafen Nafanua, zwei Supermärkte, eine Poststation, eine Bank und eine Tankstelle.
Die Insel besitzt vier Unterkünfte. Die in Tufu gelegene ist für die Beobachtung von Walen geeignet.
Die Insel ist sehr hügelig und noch zum Teil von einem dichten tropischen Regenwald bedeckt. Der höchste Punkt der Insel ist der Teʻemoa mit 312 m über dem Meer.
Eine nennenswerte Sehenswürdigkeit der Insel ist eine der größten und ältesten Birkenfeigen der Welt.
Der jährliche Niederschlag liegt bei 2700 mm, wobei 2/3 während der Regenzeit von November bis April fällt.

## Verwaltung
ʻEua ist auch eine der fünf Divisionen, der obersten Verwaltungseinheiten des Königreichs Tonga. Sie wird in zwei Distrikte gegliedert:
- ʻEua Motuʻa (ʻEua Proper) im Norden, mit 2740 Einwohnern in sechs Dörfern
- ʻEua Foʻou (ʻEua Niuafoʻou) im Süden, mit 2124 Einwohnern in neun Dörfern

Die neun Dörfer des südlichen Distriktes ʻEua Niuafoʻou (oder kurz ʻEua Foʻou) sind sämtlich nach den Dörfern der Insel Niuafoʻou benannt und wurden durch frühere Bewohner Niuafoʻous gegründet, die diese Insel 1946 wegen eines Vulkanausbruchs verlassen mussten.
Der nördliche Distrikt wird im Gegensatz dazu ʻEua Proper (deutsch: „eigentliches ʻEua“) genannt. Zu ihm gehört als Exklave aber auch das weiter südlich gelegene Dorf Kolomaile, das von den früheren Bewohnern der Insel ʻAta gegründet und nach ʻAtas historischem Hauptort benannt wurde.
Zur Division ʻEua gehört auch die 35 Hektar große Nebeninsel Kalau, die 3,8 km südwestlich der Südspitze ʻEuas (Lakufaʻanga) liegt.

## Geschichte
’Euas „Entdecker“ war am 21. Januar 1643 der niederländische Seefahrer Abel Tasman, der die Insel jedoch nicht betrat. Er nannte sie „Middelburg-Insel“ nach der Hauptstadt der niederländischen Provinz Zeeland.
James Cook landete am 2. Oktober 1773 auf der Middleburg-Insel, wurde freundlich empfangen, herumgeführt, konnte jedoch seine Vorräte nicht wie gewünscht ergänzen. Deshalb fuhr er am selben Tag weiter zur „Amsterdam-Insel“, heute Tongatapu.
ʻEua wurde ab Mitte der 1860er Jahre Heimat der letzten gut 200 auf ʻAta verbliebenen Bewohner, nachdem 144 Männer im Juni 1863 durch peruanische Sklavenhändler verschleppt und als Fremdarbeiter für den Guano-Abbau auf den Chincha-Inseln verkauft worden waren.
Die verbliebenen Bewohner wurden nach Bekanntwerden der Ereignisse von König George Tupou I. auf drei Schoonern von ʻAta nach ʻEua in Sicherheit gebracht.
Nachkommen der evakuierten Bewohner von ʻAta leben nach wie vor im Dorf Haʻatuʻa im Westen von 'Eua. Dort wurde eine Siedlung errichtet, die den Namen des früheren ʻAta-Dorfes Kolomaile trägt. Kolomaile hatte zur Volkszählung 2021 eine Bevölkerung von 489 (mit Haʻatuʻa).

## Galerie

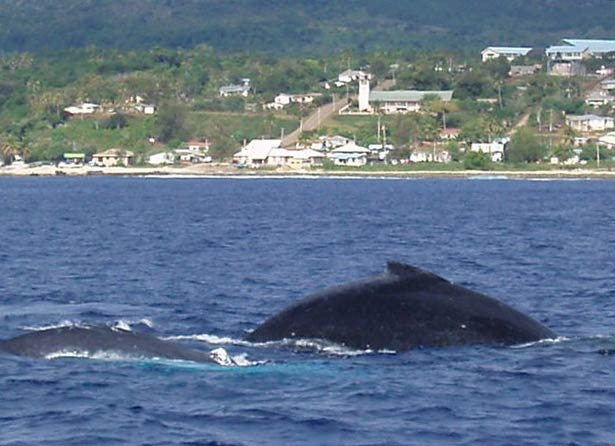
Blick auf den Hauptort ʻOhonua, mit Walen im Vordergrund
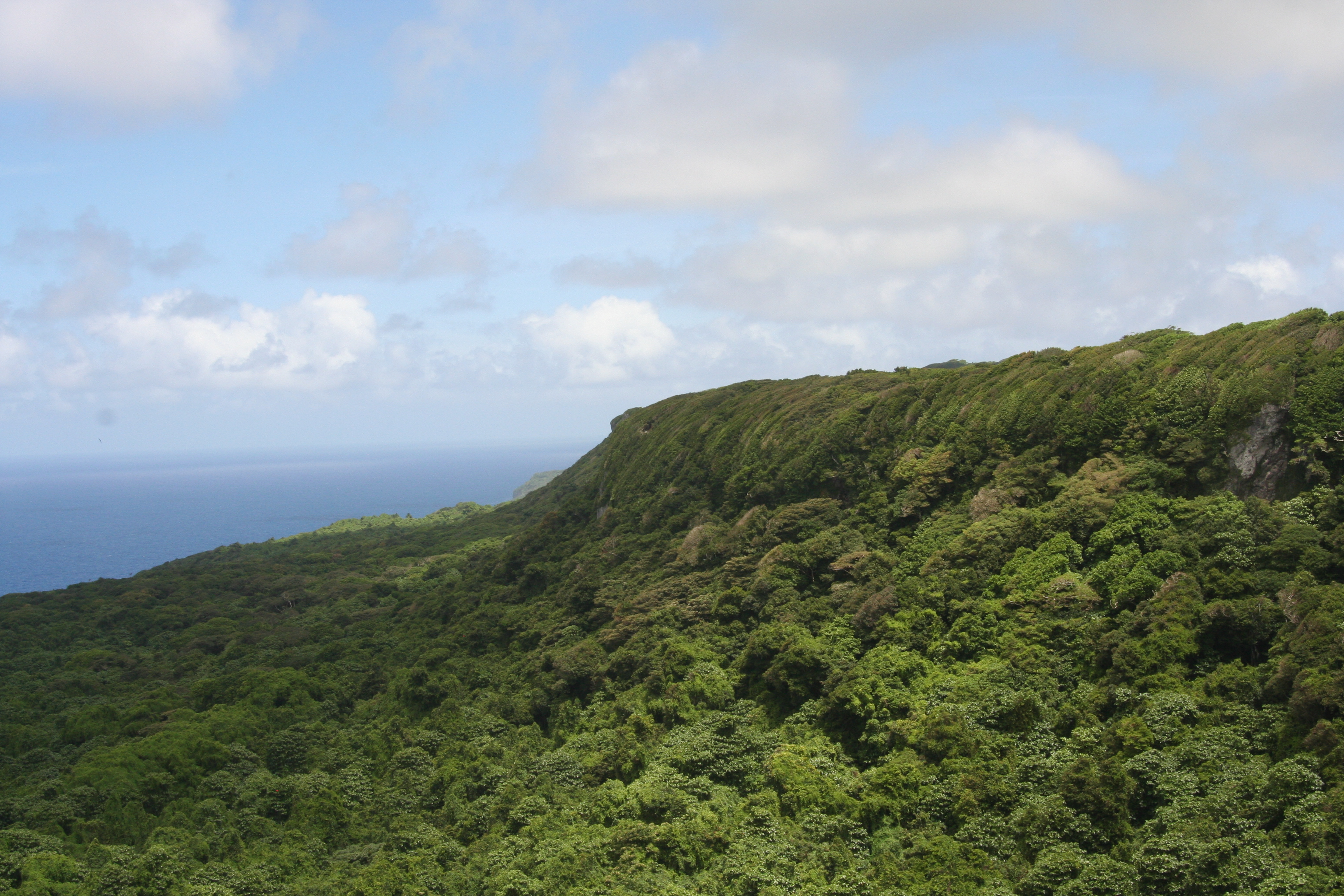
Weite Teile der  Ostseite von ʻEua gehören zum Eua National Park. Foto mit Blick nach Süden, von einer Plattform am Rande des Parks aus.
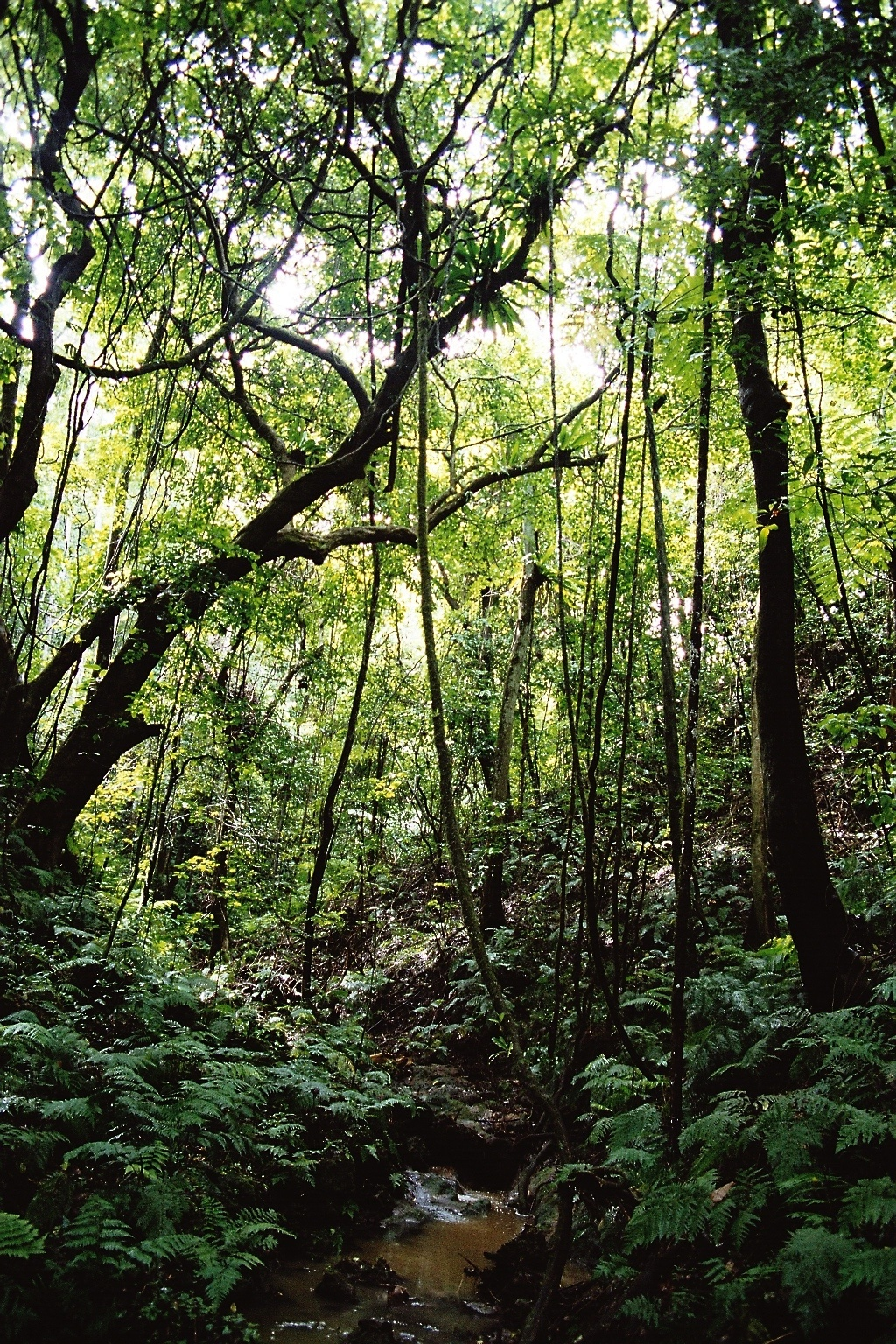
Regenwald auf ʻEua

## Zitat
„Ich muss sagen, so wie ich hier stehe, wenn ich einen idealen Ort auf der Welt benennen müsste, dann wäre es Eua. Denn es war eine kleine Insel, auf der es wenig Land gibt, aber keine Zäune und die Vanilleschoten sind so dick wie nirgends sonst auf der Welt und die Mangos werden so reich geerntet, dass sie runterfallen und den Kühen überlassen werden.“